# Kübra Öztürk
Kübra Orenli Öztürk (née le 11 mai 1991 à Mamak, en Turquie) est une joueuse d'échecs turque, grand maître international féminin (GMF) de ce sport.

## Palmarès lors des compétitions jeunes
Kübra Öztürk est née en 1991 dans une famille à faible revenu de Durak Öztürk : son père est ouvrier dans un atelier de confection. Elle a une sœur et un frère. Elle grandit dans un appartement d'une pièce dans les bidonvilles de Mamak, vers Ankara, en compagnie de ses parents et de son grand-père paralytique,.
Alors en deuxième classe de l'école primaire et âgée de huit ans en 1998, elle commence à suivre  des cours d'échecs dans son quartier. Huit mois seulement après ses débuts, son instructeur d'échecs, İslam Osmanoğlu, l'emmène participer au championnat du monde d'échecs de la jeunesse, organisé à Oropesa del Mar, en Espagne. Elle se  classe 44e dans sa catégorie d'âge. Elle progresse rapidement et, à l'âge de neuf ans, elle arrive à se hisser sur le podium lors du championnat de Turquie, alors qu'elle est surclassée dans la catégorie des filles de moins de 10 ans. C'est le premier de ses six titres en compétitions jeunes. En 2006 et 2007, Kübra Öztürk est sacrée championne d'Europe dans sa catégorie d'âge. Au championnat du monde qui se déroule à Antalya, en Turquie, en novembre 2007, elle se classe quatrième dans la catégorie filles de moins de 16 ans au départage, ayant terminé avec le même nombre de points que la championne, Keti Tsatsalashvili,.
Elle utilise les sommes recueillies lors des tournois pour financer les études de son frère Mehmet, qui étudie la physique à l' Université Süleyman Demirel à Isparta.

## Palmarès national
Kübra Öztürk remporte le titre féminin du championnat de Turquie d'échecs lors de l'édition qui se déroule à Kemer en janvier et février 2012. Elle l'obtient en battant la tenante du titre sortante, Betül Cemre Yıldız lors du dernier match.

## Titres internationaux décernés par la FIDE
En juin 2012, Kübra Öztürk est classée numéro 199 dans le monde et deuxième en Turquie dans le classement établie par la FIDE, parmi les joueuses actives. Elle obtient le titre FIDE de maître FIDE féminin (MFF) en 2006, après l'olympiade d'échecs de 2006 en Italie. Elle obtient ensuite le titre de Maître international féminin (MIF) en 2009 et de Grand maître international féminin (GMF) le 5 février 2011,. Elle reçoit ce dernier titre après son succès lors du championnat du monde des clubs d'échecs féminins qui s'est tenu à Mardin, en Turquie. Elle est la deuxième femme turque à détenir ce titre, après Betül Cemre Yıldız.